# ریچارد هیرون آندرسن
ریچارد هیرون آندرسن (انگلیسی: Richard H. Anderson; ۷ اکتبر ۱۸۲۱ – ۲۶ ژوئن ۱۸۷۹) فرد نظامی اهل ایالات متحده آمریکا بود.